# (17606) Wumengchao
(17606) Wumengchao est un astéroïde de la ceinture principale.

## Description
(17606) Wumengchao est un astéroïde de la ceinture principale. Il fut découvert le 28 septembre 1995 à la station de Xinglong par le programme Beijing Schmidt CCD Asteroid Program. Il présente une orbite caractérisée par un demi-grand axe de 2,61 UA, une excentricité de 0,30 et une inclinaison de 13,6° par rapport à l'écliptique.

## Compléments